# Theridion elimatum
Theridion elimatum är en spindelart som beskrevs av Ludwig Carl Christian Koch 1882. Theridion elimatum ingår i släktet Theridion och familjen klotspindlar. Inga underarter finns listade i Catalogue of Life.